# Эхо-камера

Иллюстрация-пример эхо-камеры; внутри неё человек сталкивается только с идеями, которые отражают и подкрепляют его собственные.

Э́хо-ка́мера — понятие в теории СМИ, представляющее собой ситуацию, в которой определённые идеи, убеждения усиливаются или подкрепляется путём передачи сообщения или его повторением внутри закрытой системы (партия, круг единомышленников, субкультура). При этом подобные сообщения заглушают другие аналогичные информационные потоки. Иными словами, любые высказывания приводят не к дискуссиям, а к поддакиванию и поддержке единомышленников. Адресаты, находящиеся в такой «закрытой» системе, создают сообщения, слушают сами себя и соглашаются сами с собой. В эту закрытую систему не попадает никакая альтернативная информация.

## Эффект эхо-камеры
Эксперты в сфере СМИ описывают эффект эхо-камеры в медийном пространстве. Адресант формирует сообщение, которое получают его единомышленники, они его повторяют (зачастую преувеличивая и искажая информацию) до тех пор, пока большинство людей не предположит, что некоторые вариации этой истории являются правдой. Складывается ситуация, когда всё уже сказано, и новая информация может быть допущена «только по принципу калейдоскопа: смешение определённых элементов даёт всё новые комбинации».
Эффект эхо-камеры мощнее в просторах Интернета по сравнению с печатной продукцией, теле-, радио- или другими типами СМИ. Однако наиболее сильной эхо-камерой служит живое общение с единомышленниками, друзьями и коллегами.

## Влияние на онлайн-сообщества
Особенно ярко эффект эхо-камеры распространяется на интернет. Поисковая сеть Google, социальная сеть Facebook, Twitter максимально персонифицированы под каждого пользователя. Данные системы, исходя из онлайн-поведения пользователя, выстраивают результаты поиска. Таким образом, участник определенного интернет-сообщества окружает себя голосами других участников, которые придерживаются аналогичной точки зрения. Это усиливает индивидуальную систему убеждений пользователя и одновременно с этим искажает общую картину действительности. Доминирующая логика лишает свободы и «запирает в клетку» взгляды и убеждения отдельного человека, заключает его в изолированной заглушённой «эхо-камере». Всё это создает серьёзные препятствия для развития критического онлайн дискурса. В интернете избежать эхо-камеры можно расширением поиска данных, проверяя и изучая при этом альтернативные источники информации с диаметрально противоположными взглядами. Только таким образом можно сформировать относительно независимый взгляд на определённую проблему.
Для лиц, заинтересованных в потенциальной возможности политической поляризации и интерактивной дискуссии, отсутствие чётко определённых эхо-камер служит положительным моментом. Такая ситуация может наблюдаться в стабильных общественных системах. Следовательно, модели онлайн-дискуссий зависят от политических особенностей отдельных обществ.